# William W. Eaton
William W. Eaton (Tolland, 1816. október 11. – Hartford, 1898. szeptember 21.) az Amerikai Egyesült Államok szenátora (Connecticut, 1875–1881).